# 呂麗萍
呂 麗萍（リュイ・リーピン、1960年4月3日-）は中国北京市出身の女優。夫も俳優の孫海英。
2010年、『玩酷青春』で第47回金馬奨最優秀主演女優賞を受賞している。

## 出演作品

### 映画
- 童年的朋友（1984年）
- 大樹底下（1985年）
- 張家少奶奶（1985年）
- 危険的蜜月旅行（1986年）
- 老井（日本語題：古井戸）（1986年）
- 嘿！哥児們（1986年）
- 荒火（1987年）
- 遭遇激情（1988年）
- 龍年警官（1988年）
- 青春無悔（1990年）
- 大気層消失（1990年）
- 独身女人（1991年）
- 藍風筝（日本語題：青い凧）（1992年）
- 愛情麻辣燙（日本語題：スパイシー・ラブスープ）（1997年）
- 北京人（1998年）
- 阿英／天上人間（日本語題：天上の恋歌）（1999年）
- 漂亮媽媽（日本語題：きれいなおかあさん）（1999年）
- 好日子（2000年）
- 西洋鏡（日本語題：西洋鏡 映画の夜明け）（2000年）
- 假装没感覚（日本語題：上海家族）（2001年）
- 誰説我不在乎（2001年）
- 団圓両家親（2003年）
- 二十四城記（日本語題：四川のうた）（2008年）

### 主なテレビドラマ
- 射鵰英雄伝（2003年）